# Phil Hubbard
Philip Gregory Hubbard (Canton (Ohio), 13 de dezembro de 1956) é um ex-basquetebolista e treinador estadunidense que conquistou a Medalha de ouro disputada nos XXI Jogos Olímpicos de Verão realizados em 1976 na cidade de Montreal, Canadá como jogador.